# Tydzień
Tydzień – pozaukładowa jednostka czasu; część miesiąca licząca siedem dni, od poniedziałku do niedzieli; każdy okres liczący siedem dni. Ta miara czasu związana jest z fazami Księżyca i odpowiada w przybliżeniu 1/4 miesiąca.

## Kolejność dni tygodnia
Zgodnie z normą ISO 8601 kolejność dni tygodnia jest następująca:
1. poniedziałek
2. wtorek
3. środa
4. czwartek
5. piątek
6. sobota
7. niedziela

## Zależności liczbowe
- 1 tydzień = 7 dni
- 1 tydzień = 168 godzin = 10 080 minut = 604 800 sekund (z wyjątkiem zmiany czasu na czas letni i z powrotem)
- 1 rok = 52 tygodnie + 1 dzień (2 dni, jeżeli rok jest przestępny)
- 1 tydzień ≈ 23% przeciętnego miesiąca

## Historia
Siedmiodniowy tydzień ma swoje początki w starożytnej Mezopotamii ok. 2000 lat p.n.e. Ówcześni astrologowie zauważyli, że poza tak zwanymi gwiazdami stałymi na niebie gołym okiem można wyróżnić siedem ruchomych („błądzących”) ciał niebieskich. Były to Słońce, Księżyc, Mars, Wenus, Jowisz, Merkury oraz Saturn. Siedem stało się liczbą świętą, a każdy dzień otrzymał za patrona jedno z tych ciał niebieskich.
Tydzień został wprowadzony do urzędowego kalendarza Cesarstwa Rzymskiego w 321 roku n.e. Średniowieczny kalendarz kościelny jest oparty na urzędowym tygodniu Cesarstwa Rzymskiego.

## Religia

### Religie abrahamowe
Biblia i Koran przekazują opis stworzenia świata w ciągu 7 dni tygodnia. Według nich Bóg tworzył świat przez 6 dni, a siódmego dnia (w szabat – sobotę) odpoczywał – stąd ostatni dzień tygodnia jest dniem świętym, poświęconym Bogu. W judaizmie i niektórych wyznaniach chrześcijańskich świętym dniem odpoczynku, zgodnie z powyższym, jest sobota, jednak w katolicyzmie za dzień odpoczynku uznawana jest niedziela (pierwszy dzień tygodnia według Biblii), na pamiątkę zmartwychwstania Jezusa. Dla wyznawców islamu dniem odpoczynku jest piątek, choć dzień w Koranie nie zawsze jest traktowany dosłownie; sura 70 wers 4 sugeruje, że dzień może być erą trwającą 50 000 lat.

### Hellenizm
W religiach greckiej i rzymskiej planetom (poza Słońcem i Księżycem) nadano imiona bogów. W większości europejskich języków nazwy dni tygodnia wywodzą się właśnie od nazw tych siedmiu ciał niebieskich, bogów rzymskich, bądź też bóstw będących ich lokalnymi odpowiednikami (np. germańskie). Wyjątkiem są języki słowiańskie, w których nazwy dni tygodnia mają własną etymologię. W języku polskim kolejne dni pochodzą od następujących słów: poniedziałek = dzień „po niedzieli”, wtorek = „wtóry” (drugi) dzień, środa = „środek” tygodnia, czwartek = dzień „czwarty”, piątek = dzień „piąty”, sobota = sabat, niedziela = „nie działać” (odpoczywać).

## Rachuba dni tygodnia
Rachuba dni tygodnia jest w historii ludzkości w stosunku do innych jednostek czasu jak np. rok, miesiąc, dzień, godzina, minuta, sekunda najbardziej stała i prawdopodobnie nie była przerywana.

## Podobne jednostki czasu
Nie wszystkie kultury używały siedmiodniowego tygodnia:
- starożytny język baskijski używał tygodnia trzydniowego z dniem pierwszym (astelehena), pośrednim (asteartea) i ostatnim (asteazkena)[5];
- niektóre ludy indyjskie stosowały pięciodniowy tydzień[6], podobnie np. Jorubowie[7];
- w Chinach dynastii Shang stosowano tydzień dziesięciodniowy;
- francuski kalendarz rewolucyjny miał cykl dziesięciodniowy, wzorem starożytnego Egiptu;
- kalendarz ZSRR w okresie międzywojennym miał cykl sześciodniowy;
- starożytny Rzym początkowo miał w kalendarzu tygodnie ośmiodniowe, tzw. nundinae.

W Związku Radzieckim w roku 1929, w ramach walki z Cerkwią wprowadzono kalendarz radziecki z pięciodniowym tygodniem. Dwa lata później zastąpił go tydzień złożony z 6 dni, tzw. nieprerywka, z jednym dniem wolnym od pracy. W ten sposób chrześcijańska niedziela wypadała w coraz to inny dzień tygodnia. Siedmiodniowy tydzień został w ZSRR przywrócony dopiero dekretem z dnia 26 czerwca 1940 roku.